# Trygghetszon
Uppslagsordet Comfort Zone leder hit. För studioalbumet av Vanessa Williams från 1991, se The Comfort Zone.

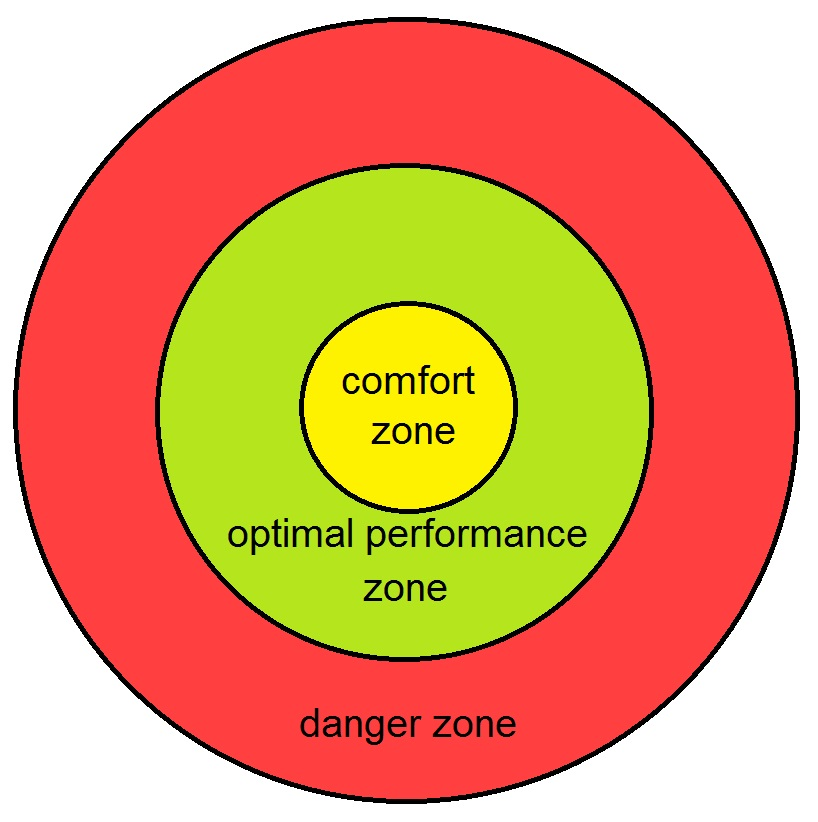
De tre psykologiska tillstånden med (innerst) trygghetszonen, den optimala prestationszonen och (ytterst) farozonen.

En trygghetszon eller bekvämlighetszon är ett psykologiskt tillstånd hos någon, där saker och ting känns invanda och bekväma. I det här tillståndet upplever personen att den har kontroll över sin omgivning, och den känner liten oro eller stress. Eftersom personen känner sig bekväm, är det då lätt att utföra olika uppgifter.
Författaren Judith M. Bardwick definierar trygghetszonen som "ett beteendetillstånd där en person agerar ur en ängslighetsneutral position". Den har också beskrivits som en plats "där vår osäkerhet, otillräcklighet och utsatthet är minimerad, och där vi tror oss ha tillgång till tillräckligt med kärlek, föda, talang, tid och uppskattning. Där känner vi att vi har kontroll."

## Prestationsförmåga
Nära trygghetszonen finns även den optimala prestationszonen, där ens prestation kan höjas genom en viss mängd stress eller påtryckning. År 1907 beskrev Robert Yerkes hur "Oron förbättrar prestationsförmågan ända tills en viss optimal upphetsningsgrad har uppnåtts. Bortom denna minskar prestationsförmågan, ju mer stress som tillförs." Utanför denna optimala prestationszon befinner sig farozonen (danger zone), där ens prestationsförmåga hastigt avtar under inflytande av ökad stress. Yerkes–Dodsons lag beskriver det empiriska sambandet mellan psykisk press och prestation, ursprungligen framlagt 1908 av psykologerna Robert M. Yerkes och John Dillingham Dodson.
Stress kan annars ha en motsatt effekt på beslutsfattandet. Den kan leda till att färre alternativ prövas och att mer välbekanta strategier tas till, även om de inte längre gör någon nytta.
En optimal prestationsförmåga kräver en maximering av tiden i den optimala prestationszonen. Ens huvudsakliga målsättning borde vara att utöka både trygghetszonen och den optimala prestationszonen.

## Flickor och pojkar
Undersökningar, bland annat genomförda av American Psychological Association, har visat att flickor i eller strax före tonårstiden (föradolescens – "tweenie") ofta drabbas av sänkt självförtroende. Orsakerna kan vara ett överanalyserande av problematiska situationer, viljan att vara perfekt eller göra saker perfekt eller en önskan att vara andra till lags. Motsvarande sänkning sker inte hos pojkar i motsvarande ålder. Här kan en av utmaningarna för en förälder vara att få flickan att våga ta risker, våga gå utanför sin trygghetszon och beträda den riskfyllda farozonen.